# Edwin Becerra
Edwin Becerra (Santa Cruz de Mora, 28 de septiembre de 1985) es un ciclista profesional venezolano.
Ha participado en la Vuelta al Táchira, Vuelta a Venezuela y otras competencias nacionales.

## Palmarés
2010
- 2 etapas del Tour de Guadalupe

2011
- 1 etapa de la Vuelta al Táchira

2013
- Campeonato de Venezuela en Ruta

2022
- 1 etapa de la Vuelta al Táchira

2025
- Vuelta al Táchira, más 1 etapa

## Equipos
- Gobernación del Zulia (2011)
- Gobernación del Zulia (2013)
- Pedale Pilotine (2014)
- Gobernación de Mérida (2014)